# WC Experience
WC Experience is sinds 1989 een Nederlandse feestband uit Raamsdonksveer, Noord-Brabant.

## Geschiedenis
WC Experience is actief vanaf 1989. De band is opgericht door Patrick Marcelissen en Richard Verschuren. Ooit begonnen met humorvolle teksten te schrijven op bekende hits. In de loop der tijd is de groep echter steeds meer eigen nummers gaan schrijven. WC Experience zingt in het dialect van Raamsdonksveer zoals: Bakkes oep ne kaai, Voile shitzooi, Pannekoek, Fritske d'n oolifaant en Maag ik hier rooke. Eind 2009 ontvingen zij de prijs "Beste dialectband van Nederland".

## Bezetting
- Patrick Marcelissen: medeoprichter, zang, gitaar
- Gino Schipperen: drums, zang
- Arjan van den Broek: gitaar
- Jozz Verheijen: basgitaar
- John Sprenkels: toetsen, accordeon

### Oud bandleden
- Peter Jansen: basgitaar
- Corné den Ridder: toetsen
- Richard Verschuren: medeoprichter, zang, gitaar
- Richard Maas: gitaar
- Gino Schipperen: drums, zang (1989-1994)
- Hans van Schijndel: basgitaar
- René van Rooij: toetsen, accordeon
- Raymond de Graaf: drums

## Discografie
Cd's:
- 1993 - Voile Shitzooi
- 1994 - Zesdelig Pak
- 1995 - De Beste Voile Shitzooi (verzamel)
- 1996 - Faktor 183
- 1998 - Ja Wè Nou!
- 1998 - Dus Zodoende (verzamel)
- 2000 - Klets
- 2001 - Live In De Tent (live)
- 2004 - Watt 'n Balle
- 2005 - In de Vorstverlet (Unplugged-Live)
- 2007 - Ruwe mix
- 2007 - Live in Almkerk DVD
- 2009 - Hoge Noo(t)d
- 2010 - Live-dvd en -cd "Koloszaal"
- 2012 - Oud-Op-Nieuw (live-registratie van de "Ouwe Zooitoer" 2011/2012)
- 2013 - Pak Aon
- 2015 - Zo es ge ze nog nooit gehord gehad hed
- 2018 - Welluk?!
- 2025 - Oep 't gemakske

Singles
- 1995 - Voile Shitzooi
- 1996 - Zeilschip Naor Moskou
- 1997 - Botterham Mee Weggewaaid Zaand
- 1998 - Fritske D'n Oolifaant
- 1999 - Kletspraotpolonaise
- 2001 - 10 Jaor Live In Gilze (Limited Edition)
- 2002 - Is Everybody Sjaggerijnig?!
- 2005 - Jo Zunne Deo
- 2006 - In De Derde Helluft
- 2007 - Die Kleine Merel (samen Met Anita)
- 2008 - Jansen
- 2012 - Don't Mezz With... WC Experience Fanclub (exclusief uitgebracht voor de leden van de WC Experience-fanclub)

De singles Is everybody Sjaggerijnig??!, Jansen en Kletspraotpolonaise hebben in de Mega Top 100 gestaan. Hoogste positie was 48.